# Torneo di Wimbledon 1937
Il Torneo di Wimbledon 1937 è stata la 57ª edizione del Torneo di Wimbledon e terza prova stagionale dello Slam per il 1937. Si è giocato sui campi in erba dell'All England Lawn Tennis and Croquet Club di Wimbledon a Londra in Gran Bretagna.

## Risultati

### Singolare maschile
Don Budge ha battuto in finale  Gottfried von Cramm con il punteggio di 6–3, 6–4, 6–2.

### Singolare femminile
Dorothy Round Little ha battuto in finale  Jadwiga Jędrzejowska con il punteggio di 6–2, 2–6, 7–5.

### Doppio maschile
Donald Budge /  Gene Mako hanno battuto in finale  Pat Hughes /  Raymond Tuckey con il punteggio di 6–0, 6–4, 6–8, 6–1.

### Doppio femminile
Simonne Mathieu /  Billie Yorke hanno battuto in finale  Phyllis King /   Elsie Goldsack Pitman con il punteggio di 6–3, 6–3.

### Doppio misto
Alice Marble /  Don Budge hanno battuto in finale  Simonne Mathieu /  Yvon Petra con il punteggio di 6–4, 6–1.